# آب انبار حسینیه (حاج عبدالرسول) سرایان
آب‌انبار حاج عبدالرسول مربوط به دوره صفوی است و در سرایان، در محدوده بافت قديم شهر سرايان و در محله ی تنبی واقع شده است. امروزه این آب انبار در خیابان امام خمینی و در کوچه ی امام خمینی 14 قرار دارد. 
این اثر با شمارهٔ ثبت ۲۸۷۲۶ به‌عنوان یکی از آثار ملی ایران به ثبت رسیده است.

## معماری
این آب انبار در راستای شمالی - جنوبی ساخته شده است. ورود به آب انبار با یک انحنای ملایم به سمت راست در راستای پاشیر قرار دارد. تا رسیدن به پاشیر 32 پله تعبیه شده است. برای ساخت پوشش سقف راه پله ها از طاق جناغی و با روش ضربی استفاده شده است. بعد از پلکان فضای پاشیر قرار دارد. فضای پاشیر با طاق نماهایی با قوس جناغی در چهار طرف تزئین شده است. پاشير با پوشش چهارترک بر روی چهارقوس ساخته شده است. در مركز گنبد پاشير نورگيری به قطر 60 سانتيمتر تعبیه شده كه علاوه بر تأمين نور، كار تهويه هوا و ايجاد جريان هوا در فضاي پاشير را نيز ممكن می ساخته است. فضای مخزن آب انبار با پلان دایره و به صورت استوانه ای در داخل زمین قرار دارد، پوشش فضای مخزن گنبدی و با آجر به صورت گردچين اجرا شده و به شکل مخروطی ساخته شده است. برای آبگیری مخزن آب انبار در قسمت شمالی دریچه ای با طاق هلالی تعبیه شده تا آب وارد مخزن شود و در قسمت غربی مخزن نیز خروجی تعبیه شده تا آب اضافی از مخزن خارج گردد. این دریچه ها علاوه بر این که برای آبگیری استفاده می شده، کار تهویه و خنک کردن آب داخل مخزن را نیز میسر می کرده است.